# 晋峰足球会
晋峰足球会（中国語: 晉峰足球會）は、香港のサッカークラブである。かつては大中足球会（中国語: 大中足球會）の名で長く活動していた。

## 歴史
1982年、大中出版社のサッカークラブとして大中足球会の名で設立された。2001年に香港プロリーグの組織下に入った。2005年に東盟大中、2008年に駿昇大中に改名したが、2009年に大中にクラブ名を戻した。この年から香港ファーストディビジョンに参戦したが、2011年に降格した。
2016年に鄧偉豪がクラブを買収し、晋峰に改名した。2019-20シーズン開幕前に予算を600万ドルに増やしてプロ化した。このシーズンは新型コロナウイルス感染症の世界的流行に伴って途中で終わってしまったが、クラブは香港プレミアリーグ昇格を果たした。
2024年6月21日、プレミアリーグから自主的に降格を申し出た。なお前シーズンのプレミアリーグでは最下位であった。

## 歴代所属選手
- 納谷伊織 2010
- 陳晋一 2017-18
- 岡村晏登 2023
- 柴田勇輝 2024
- 梅田小太郎 2024